# Pihlaja (cantante)
Pihlaja, pseudonimo di Titta Pihlajamaa (Tampere, 6 giugno 1994), è una cantante finlandese.

## Biografia
Pihlaja è salita alla ribalta dopo aver collaborato con Adi L Hasla nella hit Kevät (2018), numero uno nella Suomen virallinen lista per sette settimane consecutive. Due anni dopo è stato presentato il suo album in studio d'esordio, Kirjoitettu tähtiin (2020), classificatosi 10º. Il successo riscosso dal disco è stato sufficiente da fruttarle una nomination per la rivelazione dell'anno agli Emma gaala.
Nel marzo 2022 è stato reso disponibile per il consumo l'EP collaborativo con Etta Ei bändäreit, che ha prodotto la traccia Bändäri, arrivata alla 2ª posizione della hit parade finlandese. Qualche mese più tardi è avvenuta la pubblicazione del secondo LP, dal titolo Paha Barbi; candidato agli Emma gaala, ha fatto la propria entrata nella classifica finlandese al 7º posto.
Nel gennaio 2025 è ritornata sulle scene musicali con Modernin naisen modernit ongelmat, terzo disco in top ten.

## Discografia

### Album in studio
- 2020 – Kirjoitettu tähtiin
- 2022 – Paha Barbi
- 2025 – Modernin naisen modernit ongelmat

### EP
- 2022 – Ei bändäreit (con Etta)

### Singoli
- 2016 – Flippaan
- 2016 – Laastareita
- 2017 – Aaveet (feat. Adi L Hasla)
- 2017 – Tekosyy
- 2019 – Valssi
- 2019 – Hengitän edelleen
- 2019 – Pimee
- 2019 – Pari liikaa
- 2020 – Älä pyydä mua jäämään
- 2020 – Picasso (feat. Costee)
- 2020 – Pojat (feat. Yeboyah)
- 2021 – Paha Barbi
- 2021 – Tatuoitu
- 2022 – Menee yli (feat. Tippa)
- 2022 – Bon appétit
- 2022 – Baby baby
- 2022 – Heaven (feat. Fabe)
- 2023 – Alax? (con Jami Faltin)
- 2023 – Mama sano
- 2023 – Sisko (con Abreu)
- 2023 – Kaikki järjestyy
- 2024 – Palamaan
- 2024 – Onks se kuollu? (con Sebastian Noto)
- 2024 – Delulu
- 2024 – Encore
- 2025 – Vuosi
- 2025 – Vamonos